# 蒙泰斯库尔-利泽罗勒
蒙泰斯库尔-利泽罗勒（法語：Montescourt-Lizerolles）是法国皮卡第大区埃纳省的一个市镇，属于圣康坦区圣西门县。该市镇2009年时的人口为1,648人。

## 人口
蒙泰斯库尔-利泽罗勒人口变化图示
| 数据来源：INSEE |